# فينر فيرغسون
فينر فيرغسون هو قاضي ومحامي وسياسي أمريكي، ولد في 25 أبريل 1814، وتوفي في 11 أكتوبر 1859 في بيليفيو في الولايات المتحدة. نشط حزبياً في الحزب الديمقراطي. وقد انتخب عضو مجلس نواب ميشيغان ‏.